# 名崎村
名崎村（なさきむら）は茨城県結城郡に属していた村。

## 地理
現在の古河市、旧三和町の東部に位置する。
- 河川：西仁連川

## 歴史
村名は、恩名村の名と尾崎村の崎を組み合わせて名崎村となった。

### 村域の変遷
- 1889年（明治22年）4月1日 - 町村制施行により、尾崎村、江口村、恩名村、長左衛門新田、水口新田、尾崎新田、成田新田が合併し結城郡名崎村が成立する。
- 1955年（昭和30年）
  - 2月11日 - 猿島郡幸島村、八俣村と合併し猿島郡三和村（みわむら）が発足。同日名崎村廃止。
  - 6月 - 旧村域の一部（成田新田）が八千代村に編入。
- 1969年（昭和44年）1月1日 - 三和村が町制施行・改称して三和町（さんわまち）となる。
- 1972年（昭和47年）2月1日 - 八千代村が町制施行し八千代町となる。
- 1980年（昭和55年） - 旧村域の一部（尾崎の一部）が結城市に編入。
- 2005年（平成17年）9月12日 - 三和町が古河市、総和町と合併し新古河市が発足。

変遷表
| 1868年 以前 | 1868年 以前         | 明治14年     | 明治22年 4月1日 | 昭和30年 | 昭和30年        | 昭和44年 1月1日 | 昭和47年 2月1日 | 昭和50年      | 平成17年 9月12日 | 現在     |
| 1868年 以前 | 1868年 以前         | 明治14年     | 明治22年 4月1日 | 2月11日  | 6月             | 昭和44年 1月1日 | 昭和47年 2月1日 | 昭和50年      | 平成17年 9月12日 | 現在     |
| ----------- | ------------------- | ------------ | --------------- | -------- | --------------- | --------------- | --------------- | ------------- | ---------------- | -------- |
|             | 恩名村              | 恩名村       | 名崎村          | 三和村   | 三和村          | 町制            | 三和町          | 三和町        | 古河市           | 古河市   |
|             | 長左衛門新田 の一部 |              | 名崎村          | 三和村   | 三和村          | 町制            | 三和町          | 三和町        | 古河市           | 古河市   |
|             | 江口新田            | 江口村       | 名崎村          | 三和村   | 三和村          | 町制            | 三和町          | 三和町        | 古河市           | 古河市   |
|             | 尾崎村              |              | 名崎村          | 三和村   | 三和村          | 町制            | 三和町          | 三和町        | 古河市           | 古河市   |
|             | 尾崎村新田          |              | 名崎村          | 三和村   | 三和村          | 町制            | 三和町          | 三和町        | 古河市           | 古河市   |
|             | 成田新田            |              | 名崎村          | 三和村   | 三和村          | 町制            | 三和町          | 三和町        | 古河市           | 古河市   |
|             | 水口村新田          |              | 名崎村          | 三和村   | 三和村          | 町制            | 三和町          | 三和町        | 古河市           | 古河市   |
|             | 尾崎村の一部        | 尾崎村の一部 | 名崎村          | 三和村   | 三和村          | 町制            | 三和町          | 結城市 に編入 | 結城市           | 結城市   |
|             | 成田新田            | 成田新田     | 名崎村          | 三和村   | 八千代村 に編入 | 八千代町        | 町制            | 八千代町      | 八千代町         | 八千代町 |

## 大字
- 恩名（おんな）
- 長左衛門新田（ちょうざえもんしんでん）
- 江口（えぐち）
- 尾崎（おさき）
- 尾崎新田（おさきしんでん）
- 成田新田（なりたしんでん）
- 水口新田（みのくちしんでん）

## 人口・世帯

### 人口
総数 [単位： 人]
| 1891年（明治24年） | 2,513 |
| 1920年（大正 9年） | 3,500 |
| 1935年（昭和10年） | 4,062 |
| 1950年（昭和25年） | 5,361 |

### 世帯
総数 [単位： 世帯]
| 1920年（大正 9年） | 589 |
| 1935年（昭和10年） | 654 |
| 1950年（昭和25年） | 855 |

## 交通

### 道路
- 二級国道
  - 国道125号